# Richard Roundtree
Richard Roundtree (New Rochelle, 9 de julho de 1942 - Los Angeles, 24 de outubro de 2023) foi um ator norte-americano, Conhecido pelas suas muitas participações em programas de TV estado-unidenses.
Ficou famoso pela telessérie Shaft e, no cinema, por sua participação em Earthquake.
Roundtree foi diagnosticado com uma forma rara de câncer de mama em 1993, e foi submetido a uma dupla mastectomia e quimioterapia.

## Morte
Roundtree morreu em 24 de outubro de 2023, aos 81 anos, em Los Angeles devido a um câncer de pâncreas.

## Filmografia

### No cinema
| Ano  | Título                                       | Personagem                  | Notas                           |
| ---- | -------------------------------------------- | --------------------------- | ------------------------------- |
| 1971 | Shaft                                        | John Shaft                  |                                 |
| 1972 | Embassy                                      | Richard "Dick" Shannon      |                                 |
| 1972 | Shaft's Big Score!                           | John Shaft                  |                                 |
| 1973 | Charley-One-Eye                              | The Black Man               |                                 |
| 1973 | Shaft in Africa                              | John Shaft                  |                                 |
| 1974 | Earthquake                                   | Miles                       |                                 |
| 1975 | Man Friday                                   | Friday                      |                                 |
| 1975 | Diamonds                                     | Archie                      |                                 |
| 1979 | Escape to Athena                             | Nat Judson                  |                                 |
| 1979 | Portrait of a Hitman                         | Coco Morrell                |                                 |
| 1979 | Game for Vultures                            | Gideon Marunga              |                                 |
| 1979 | Days of the Assassin                         | Fessler                     |                                 |
| 1980 | Gypsy Angles                                 | Dr. Carlson                 |                                 |
| 1981 | Inchon                                       | Sergeant Augustus Henderson |                                 |
| 1981 | An Eye for an Eye                            | Captain Stevens             |                                 |
| 1982 | Q                                            | Powell                      |                                 |
| 1982 | One Down, Two to go                          | Ralph                       |                                 |
| 1983 | Young Warriors                               | Sergeant John Austin        |                                 |
| 1983 | The Big Score                                | Gordon                      |                                 |
| 1984 | Killpoint                                    | Agent Bill Bryant           |                                 |
| 1984 | City Heat                                    | Dehl Swift                  |                                 |
| 1986 | Opposing Force                               | Stafford                    |                                 |
| 1986 | Jocks                                        | Chip Williams               |                                 |
| 1988 | Maniac Cop                                   | Commissioner Pike           |                                 |
| 1988 | Party Line                                   | Captain Barnes              |                                 |
| 1988 | Angel III: The Final Chapter                 | Lieutenant Doniger          |                                 |
| 1989 | Miami Cops                                   | Gambie                      |                                 |
| 1989 | Getting Even                                 | Dundee                      |                                 |
| 1989 | Night Visitor                                | Captain Crane               |                                 |
| 1989 | Crack House                                  | Lieutenant Johnson          |                                 |
| 1989 | The Banker                                   | Lloyd                       |                                 |
| 1990 | Bad Jim                                      | July                        |                                 |
| 1991 | A Time to Die                                | Captain Ralph Phipps        |                                 |
| 1992 | Bloodfist III: Forced to Fight               | Samuel Stark                |                                 |
| 1993 | Body of Influence                            | Harry Reams                 | Diretamente em vídeo            |
| 1993 | Sins of the Night                            | Les                         |                                 |
| 1993 | Deadly Rivals                                | Agent Peterson              |                                 |
| 1993 | Amityville: A New Generation                 | Pauli                       | Diretamente em vídeo            |
| 1993 | Mind Twister                                 | Frank Webb                  |                                 |
| 1995 | Ballistic                                    | Harold                      |                                 |
| 1995 | Se7en                                        | Talbot                      |                                 |
| 1995 | Once Upon a Time... When We Were Colored     | Cleve                       |                                 |
| 1995 | Theodore Rex                                 | Commissioner Lynch          |                                 |
| 1996 | Original Gangstas                            | Slick                       |                                 |
| 1997 | George of the Jungle                         | Kwame                       |                                 |
| 1997 | Steel                                        | Uncle Joe                   |                                 |
| 2000 | Shaft                                        | Uncle John Shaft            |                                 |
| 2001 | Antitrust                                    | Lyle Barton                 |                                 |
| 2001 | Shoot!                                       | unknown role                | Curta-metragem                  |
| 2001 | Hawaiian Gardens                             | M.O.                        |                                 |
| 2001 | Corky Romano                                 | Howard Shuster              |                                 |
| 2002 | Capone's Boys                                | Boom-Boom                   | também conhecido como Al's Lads |
| 2002 | Boat Trip                                    | Felicia's Dad               |                                 |
| 2003 | Men Cry in the Dark                          | —                           | Diretamente em DVD              |
| 2004 | Short Fuse: A Collection of Explosive Shorts | —                           | Diretamente em DVD              |
| 2004 | Max Havoc: Curse of the Dragon               | Tahsi                       |                                 |
| 2005 | Brick                                        | Assistant V.P. Trueman      |                                 |
| 2006 | Wild Seven                                   | Lee Marvin - Cleetus Woods  |                                 |
| 2007 | All the Days Before Tomorrow                 | El Doctor                   |                                 |
| 2007 | Vegas Vampires                               | Rick Apping                 |                                 |
| 2008 | Speed Racer                                  | Ben Burns                   |                                 |
| 2009 | Set Apart                                    | J.T.                        |                                 |
| 2010 | The Confidant                                | Claude                      |                                 |
| 2010 | Veil                                         | Michael Draden              | Curta-metragem                  |
| 2011 | Go Beyond the Lens                           | Guess                       | Curta-metragem                  |
| 2012 | The Trial of Ben Barry                       | Ben Barry                   | Curta-metragem                  |
| 2012 | This Bitter Earth                            | Grady                       |                                 |
| 2014 | Whatever She Wants                           | Theodore Wolf               | Direct-to-DVD                   |
| 2015 | Collar                                       | Reverend Alonzo Sparks      |                                 |
| 2016 | Retreat!                                     | Henshaw                     |                                 |
| 2018 | Duke                                         | J.T.                        |                                 |
| 2019 | What Men Want                                | Skip                        |                                 |
| 2019 | Shaft                                        | John Shaft I                |                                 |
| 2024 | Thelma                                       | Ben                         |                                 |

### Na televisão
| Ano        | Título                                              | Personagem                       | Notas                                         |
| ---------- | --------------------------------------------------- | -------------------------------- | --------------------------------------------- |
| 1972       | Parachute to Paradise                               | —                                | Telefilme                                     |
| 1972–76    | The Hollywood Squares                               | Himself (Panelist)               | 4 episódios                                   |
| 1973       | Firehouse                                           | Shelly Forsythe                  | Television Movie                              |
| 1973–74    | Shaft                                               | John Shaft                       | 7 episódios                                   |
| 1974       | Comedy Roast                                        | Ele mesmo                        | — "Telly Savalas"                             |
| 1976       | Freedom Is                                          | —                                | Telefilme                                     |
| 1977       | Roots                                               | Sam Bennett                      | Minissérie — "Parte IV"                       |
| 1980       | The Love Boat                                       | Dave Wilbur                      | 2 episódios                                   |
| 1980       | Miss Universe Pageant                               | Ele mesmo (Jurado)               | Especial                                      |
| 1981       | CHiPs                                               | Sergeant Aikens                  | Episódio: Sharks                              |
| 1983       | Magnum, P.I.                                        | Peter Jordan                     | Episódio: Two Birds of a Feather              |
| 1983       | Masquerade                                          | Mean Willy Walters               | — "Piloto"                                    |
| 1983       | Just an Overnight Guest                             | Matt                             | Curta-metragem                                |
| 1984       | The Baron and the Kid                               | Frosty                           | Telefilme                                     |
| 1985       | A.D.                                                | Serpenius                        | 5 episódios                                   |
| 1985       | Hollywood Beat                                      | Don Julian                       | Episódio: Double Exposure                     |
| 1986       | The Fifth Missile                                   | Commander Frederick Bryce        | Telefilme                                     |
| 1986–87    | Outlaws                                             | Isaiah "Ice" McAdams             | 12 episódios                                  |
| 1987       | The New Hollywood Squares                           | Ele mesmo (Painelista)           | — "03.23.1987"                                |
| 1988       | ABC Afterschool Specials                            | Jason Ruigh                      | Episódio: Daddy Can't Read                    |
| 1988       | Cadets                                              | Sergeant Matt Gideon             | Telefilme                                     |
| 1988       | Murder, She Wrote                                   | Major Kevin Cooper               | Episódio: The Last Flight of the Dixie Damsel |
| 1989       | A Different World                                   | Clinton Reese                    | 2 episódios                                   |
| 1989       | Amen                                                | Sergeant Burke                   | 2 episódios                                   |
| 1989       | Beauty and the Beast                                | Cleon Manning                    | 3 episódios                                   |
| 1989–1991  | Generations                                         | Dr. Daniels Reubens              | 6 episódios                                   |
| 1990       | 21 Jump Street                                      | Ben Halley                       | Episódio: La Bizca                            |
| 1990       | MacGyver                                            | R.T. Hines                       | Episódio: Tough Boys                          |
| 1990       | Masquerade                                          | —                                | Telefilme                                     |
| 1990, 1996 | The Fresh Prince of Bel-Air                         | Dr. Mumford/Reverend Gordon Sims | 2 episódios                                   |
| 1991       | The Young Riders                                    | Calvin                           | Episódio: Kansas                              |
| 1991       | Beverly Hills, 90210                                | Robinson Ashe, Jr.               | Episódio: Ashes to Ashes                      |
| 1991–94    | Roc                                                 | Russell Emerson                  | 4 episódios                                   |
| 1992       | Hearts Are Wild                                     | Xavier Burns                     | Episódio: #1.8                                |
| 1992       | Christmas in Connecticut                            | Prescotf                         | Telefilme                                     |
| 1992       | L.A. Law                                            | Judge Ira Menday                 | Episódio: Love on the Rox                     |
| 1992, 1994 | Hangin' with Mr. Cooper                             | Sergeant/Chester Cooper          | 2 episódios                                   |
| 1993       | Bonanza: The Return                                 | Jacob Briscoe                    | Telefilme                                     |
| 1993       | Moscacieca                                          | Gray                             | Telefilme                                     |
| 1994       | Black as the Heart                                  | Rod                              | Telefilme                                     |
| 1994       | Shadows of Desire                                   | Dunc                             | Telefilme                                     |
| 1994       | Renegade                                            | Gene Collins                     | Episódio: Thrill Kill                         |
| 1995       | Bonanza: Under Attack                               | Jacob                            | Telefilme                                     |
| 1995       | The Wayans Bros.                                    | Dr. Saunders                     | Episódio: ER                                  |
| 1995       | Dream On                                            | Dr. Charles                      | Episódio: Little Orphan Eddie                 |
| 1996       | Touched by an Angel                                 | Murray                           | Episódio: Rock 'n' Roll Dad                   |
| 1996       | Buddies                                             | Henry Carlisle                   | 14 episódios                                  |
| 1997       | Any Place But Home                                  | Gil Oberman                      | Telefilme                                     |
| 1997       | Profiler                                            | Detective James Henegar          | Episódio: Power Corrupts                      |
| 1997–98    | 413 Hope St.                                        | Phil Thomas                      | 10 episódios                                  |
| 1998       | Dr. Quinn, Medicine Woman                           | "Barracuda" Jim Barnes           | Episódio: The Fight                           |
| 1999       | Having Our Say: The Delany Sisters' First 100 Years | Booker T. Washington             | Telefilme                                     |
| 1999       | Rescue 77                                           | Captain Durfee                   | 8 episósios                                   |
| 1999       | Linc's                                              | Jake                             | Episódio: Real Time                           |
| 2000–01    | Soul Food                                           | Hardy Lester                     | 6 episódios                                   |
| 2001       | Resurrection Blvd.                                  | Nate Khane                       | 2 episódios                                   |
| 2002       | Joe and Max                                         | Jack Blackburn                   | Telefilme                                     |
| 2002–03    | As the World Turns                                  | Oliver Travers                   |                                               |
| 2003       | 1-800-Missing                                       | Sam Haslett                      | Episódio: Father Figure                       |
| 2003, 2004 | Alias                                               | Brill                            | 2 episódios                                   |
| 2004–05    | Desperate Housewives                                | Mr. Shaw                         | 5 episódios                                   |
| 2005       | The Closer                                          | Colonel D.B. Walter              | — "Show Yourself"                             |
| 2005       | Painkiller Jane                                     | Colonel Watts                    | Telefilme                                     |
| 2006       | Blade: The Series                                   | Robert Brooks                    | Episódio: Sacrifice                           |
| 2006       | Grey's Anatomy                                      | Donald Burke                     | Episódio: I Am a Tree                         |
| 2006       | Close to Home                                       | Cyrus Cater                      | Episódio: Prodigal Son                        |
| 2006–07    | Heroes                                              | Charles Devaux                   | 6 episódios                                   |
| 2007       | Final Approach                                      | Gary Markash                     | Telefilme                                     |
| 2007       | [[Point of Entry                                    | Detective Miles Porter           | Telefilme                                     |
| 2007–09    | Lincoln Heights                                     | Coleman Bradshaw                 | 3 episódios                                   |
| 2008       | Ladies of the House                                 | Stan                             | Telefilme                                     |
| 2009       | Knight Rider                                        | Lawrence Rival                   | Episódio: Day Turns Into Knight               |
| 2009–2011  | Diary of a Single Mom                               | Lou Bailey                       | 18 episódios                                  |
| 2010       | Meet the Browns                                     | Frank                            | Episódio: Meet the Anniversary                |
| 2011       | The Mentalist                                       | Floyd Benton                     | Episódio: Bloodsport                          |
| 2012       | Private Practice                                    | Raymond McCray                   | Episódio: The Next Episode                    |
| 2013–19    | Being Mary Jane                                     | Paul Patterson, Sr.              | 33 episódios                                  |
| 2015       | Chicago Fire                                        | Wallace Boden, Sr.               | 4 episódios                                   |
| 2015       | The Player                                          | Judge Samuel Letts               | 2 episódios                                   |
| 2017–18    | Star                                                | Charles Floyd                    | 5 episódios                                   |
| 2018       | Lethal Weapon                                       | Don Bennett                      | Episódio: A Whole Lotta Trouble               |
| 2019       | Family Reunion                                      | Grandpa                          | 4 episódios                                   |

### Jogos eletrônicos
| Ano  | Título                       | Personagem   | Notas |
| ---- | ---------------------------- | ------------ | ----- |
| 1998 | Akuji the Heartless          | Akuji        | Voz   |
| 2006 | Scarface: The World Is Yours | Burt Campana | Voz   |